# Villa Pilar
Villa Pilar est un hôtel particulier éclectique et art nouveau situé rue du Marquis de Riestra à Pontevedra en Espagne. C'est l'un des meilleurs exemples d'architecture indiane dans la ville.

## Histoire
Cet hôtel particulier dont la construction a commencé en 1899 et achevé en 1905 a été construit pour être une demeure bourgeoise sur commande de l'indiano Manuel Martínez Bautista, qui vivait à Cuba. Il a acheté le terrain lors d'un voyage d'été et les travaux ont duré six ans.
L'auteur du projet a été l'architecte Antonio Crespo. On conserve deux projets de 1889, au plan et à la hauteur similaires, mais avec une conception différente de celle finalement exécutée.
Villa Pilar a été léguée par Manuel Martínez Bautista à son neveu Ramiro Trapote Martínez, un ingénieur résidant à New York qui y passait ses étés. Villa Pilar a été transmise de Ramiro Trapote à sa nièce Pilar Pardo Trapote, et appartient maintenant à ses héritiers.
Une série de personnages célèbres dans la ville et d'entités, tels que Vicente Riestra, Ernesto Caballero ou un notaire y ont habité.
Au deuxième étage se trouvait l'école d'architectes de Pontevedra, un appartement loué à la Fraternité nationale des architectes, la société mutuelle du groupe, qui l'a à son tour acquis auprès de la famille propriétaire du bâtiment en 1982.
En 2011, le bâtiment a été mis en vente pour 600 000 euros. Depuis le 31 octobre 2015, il abrite au deuxième étage le cabinet d'architecture Nemonon, un espace créatif multidisciplinaire autour de l'architecture promu par l'architecte Mauro Lomba,. Dans ses trois salles: Boiserie, Belle Époque et Belvédère, et dans "La cuisine de l'architecte", il accueille des manifestations telles que des réunions, des séminaires, des conférences, des expositions, des ateliers, des cours...

## Description
Le bâtiment est de style éclectique et art nouveau, avec trois étages de hauteur et un seul corps. La caractéristique la plus remarquable de cet hôtel particulier est l'irrégularité de son plan et de sa façade, exagérée dans sa finition. La Villa a un demi sous-sol, trois étages et une mansarde. Parmi ses éléments architecturaux, on remarque les balustrades de style anglais de tous les balcons, en béton, un élément très novateur pour l'époque. Le bâtiment s'intègre harmonieusement à son environnement puisqu'il est entouré d'un petit jardin privé avec des palmiers fermé par un portail en fer forgé.
L'intérieur du bâtiment est accessible par des escaliers en marbre de Carrare au premier étage et en bois aux étages suivants. Les balustrades sont en béton et les boiseries intérieures, toutes en bois fin. Sa fonctionnalité intérieure répondait aux besoins de l'époque, mettant en évidence l'harmonie de ses lignes et de ses formes, ainsi que la parfaite conjonction de ses éléments architecturaux. La disposition des différents étages répond au mode de vie de la bourgeoisie à la fin du XIXe siècle. L'architecte a donc accordé une grande importance à l'espace social, avec trois salles et un bureau à accès indépendant.

## Galerie

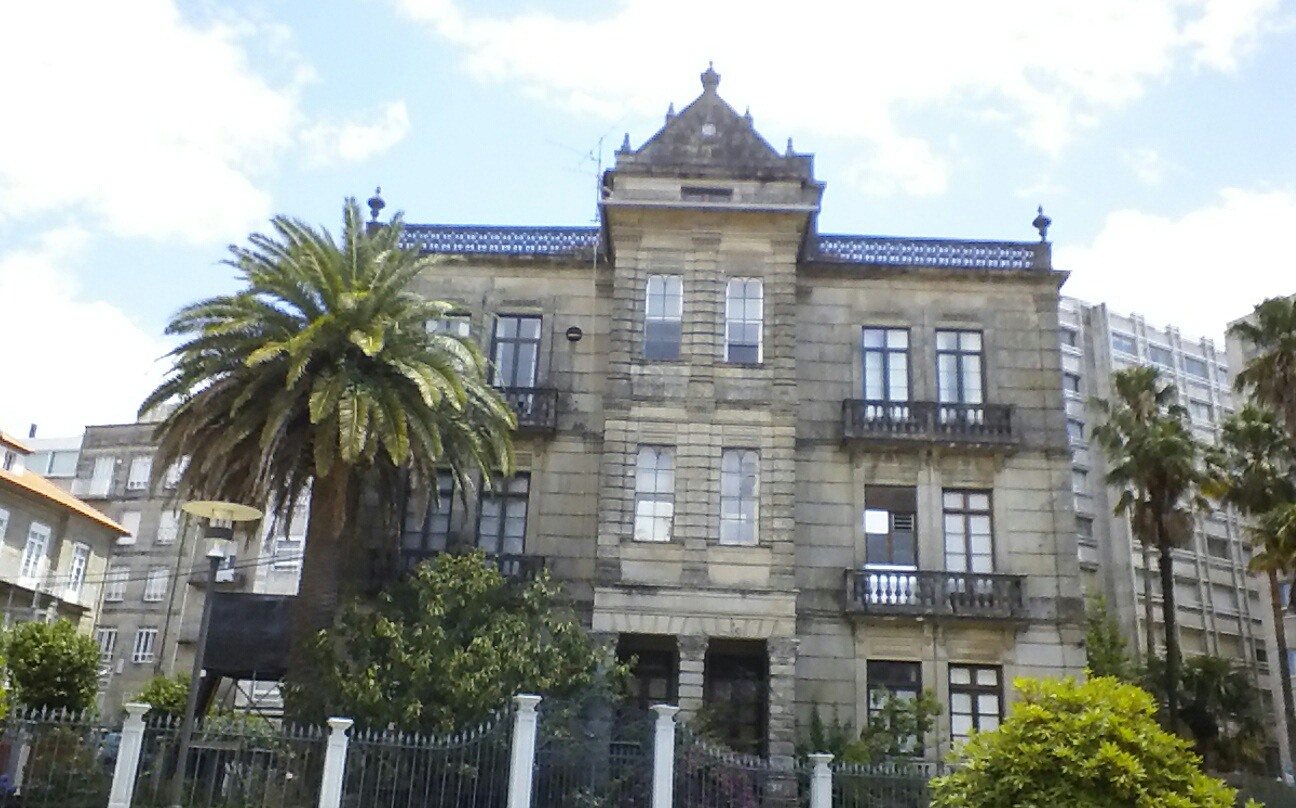
Façade arrière
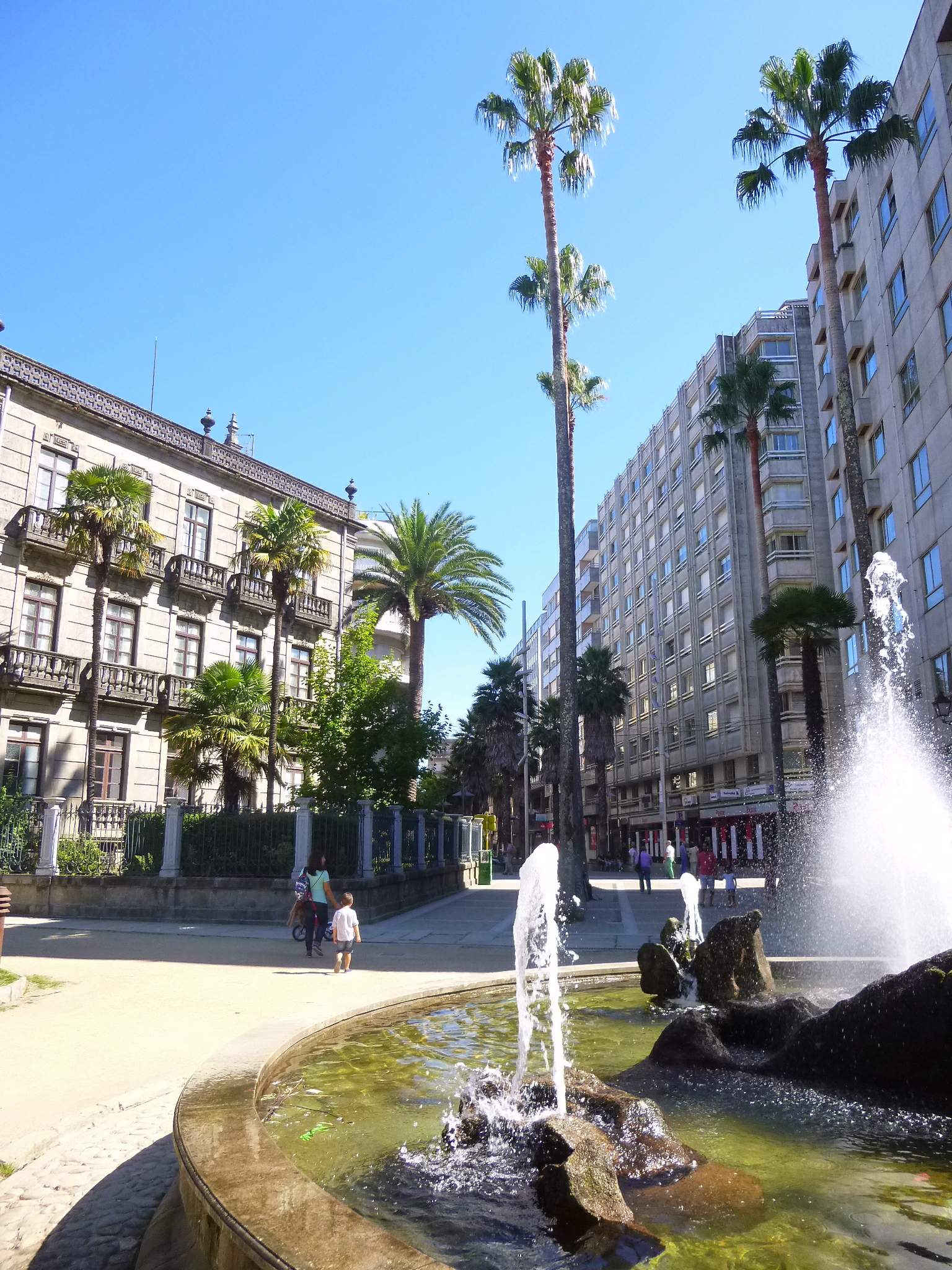
Façade latérale
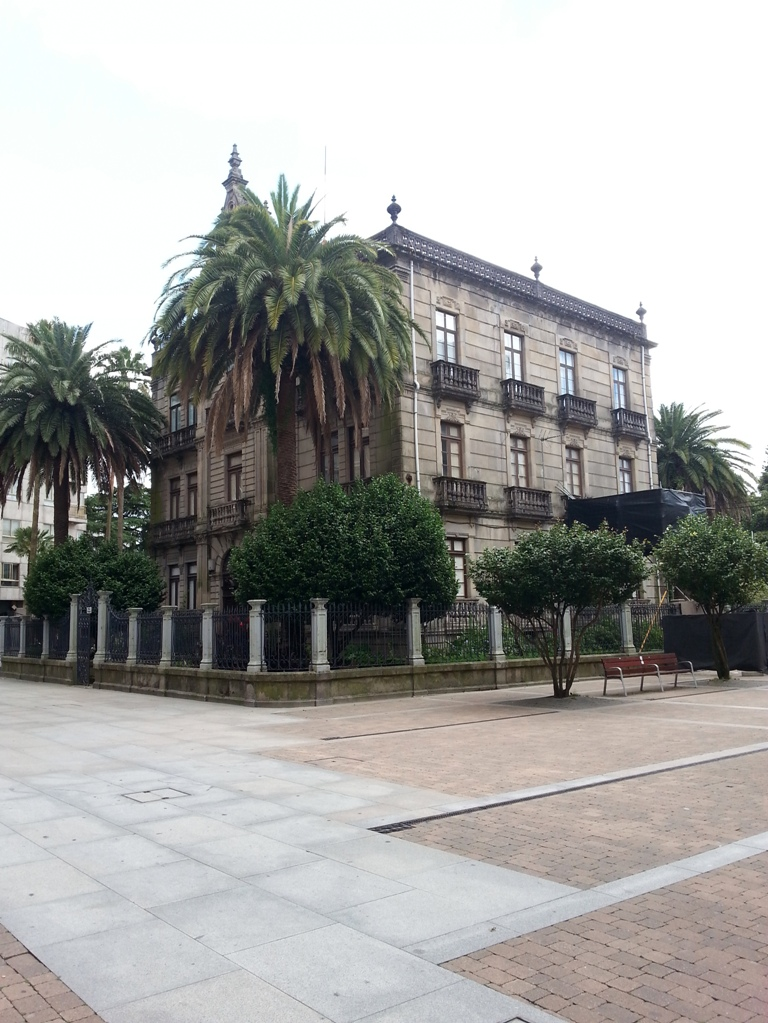
Villa Pilar, rue Riestra
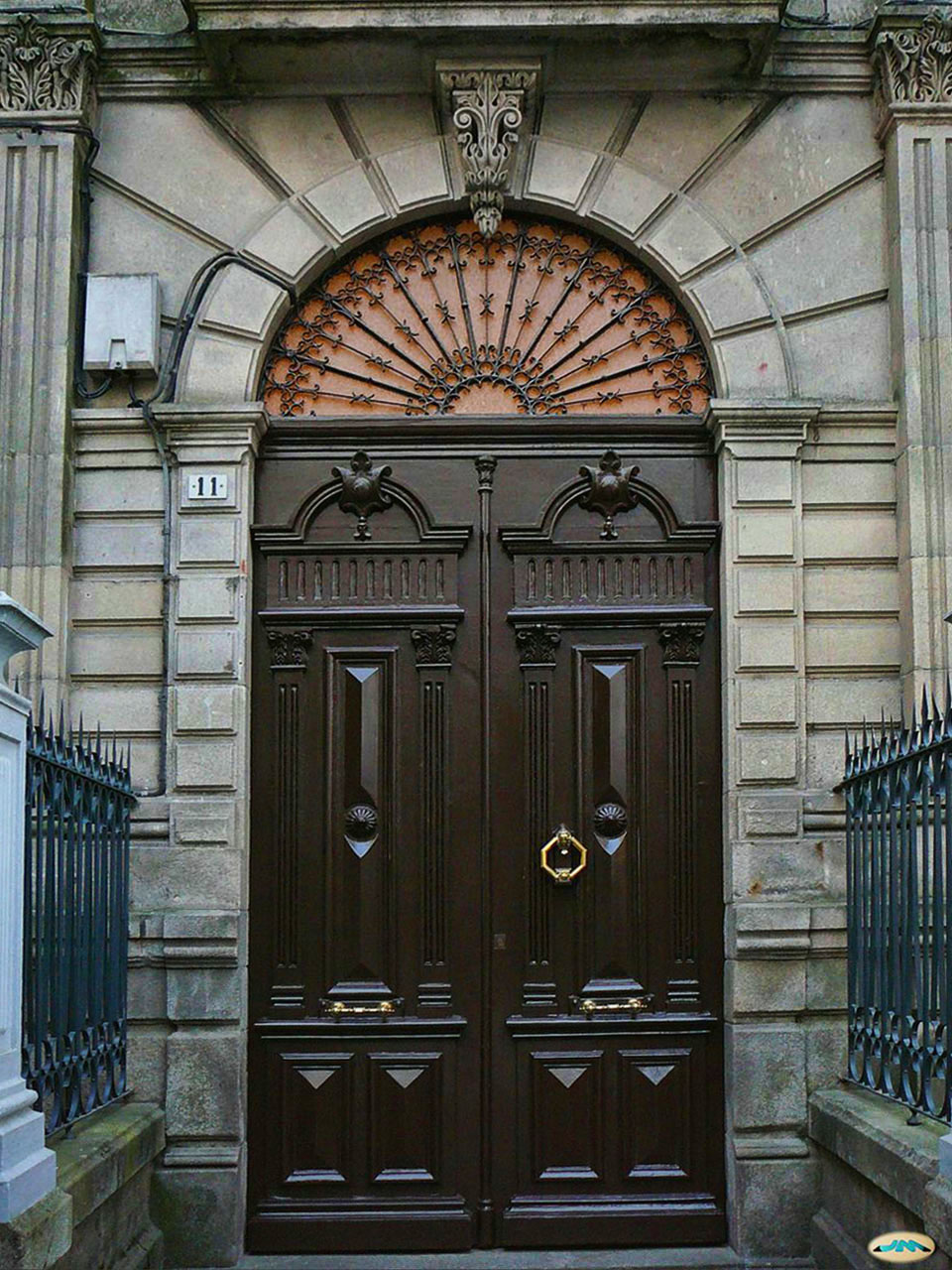
Porte d'entrée
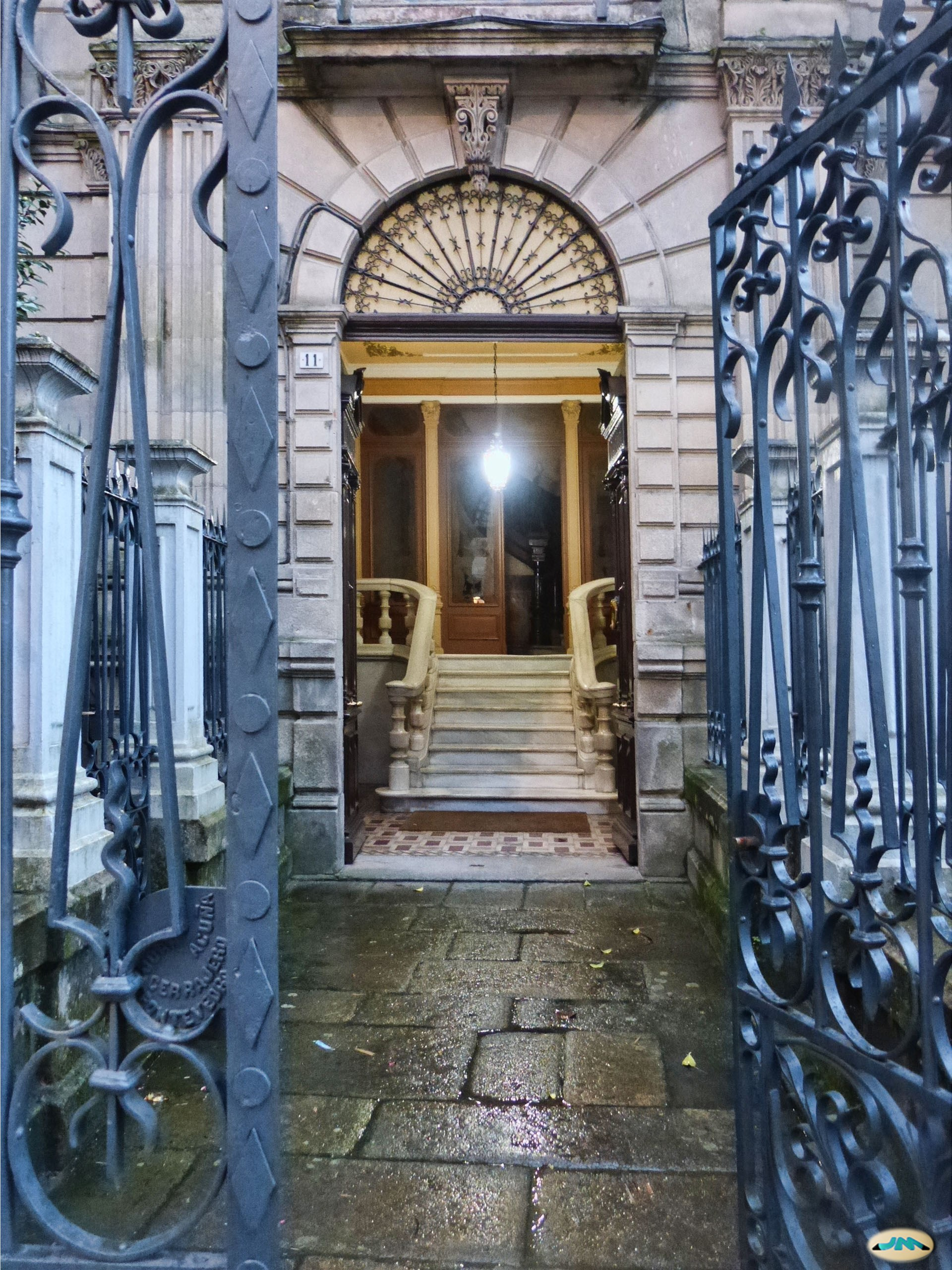
Portail d'entrée
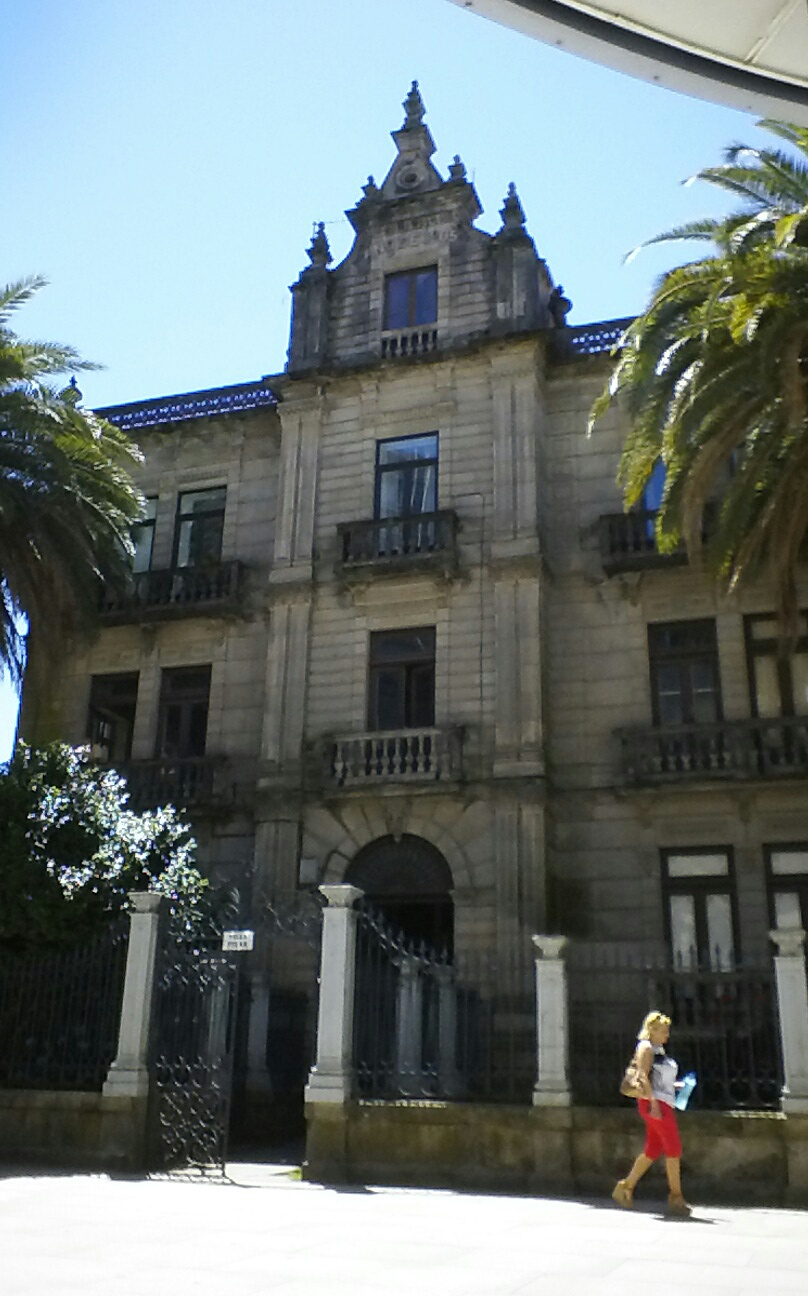
Façade principale
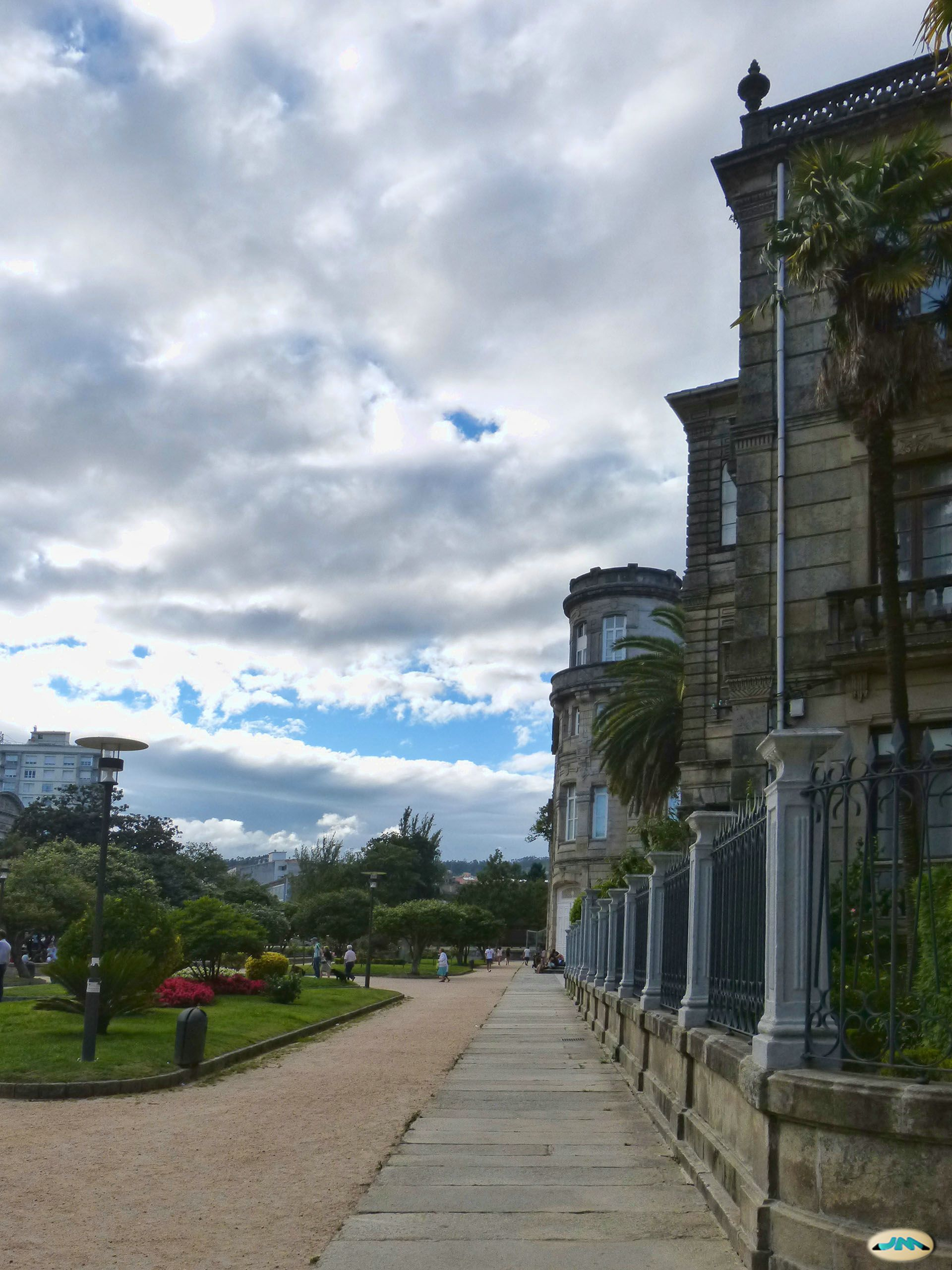
Façade arrière sur le Parc des Palmiers
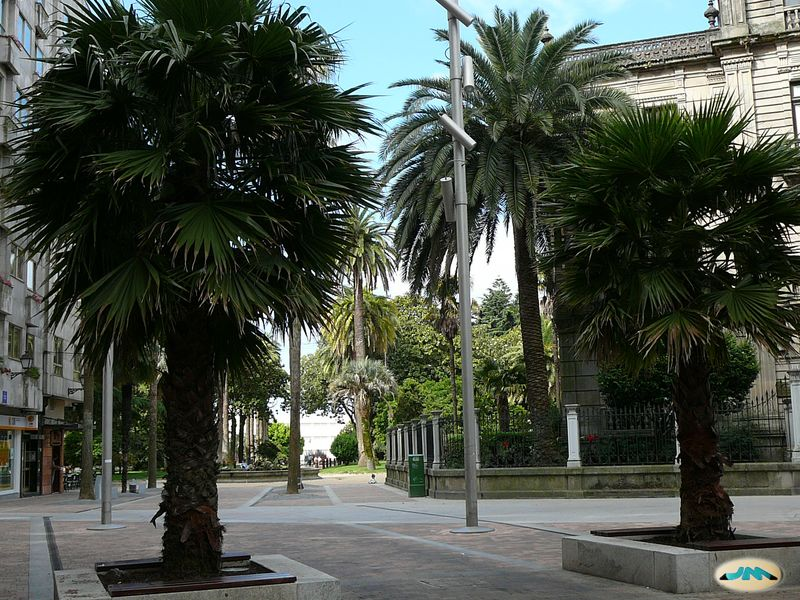
Façade entre les palmiers
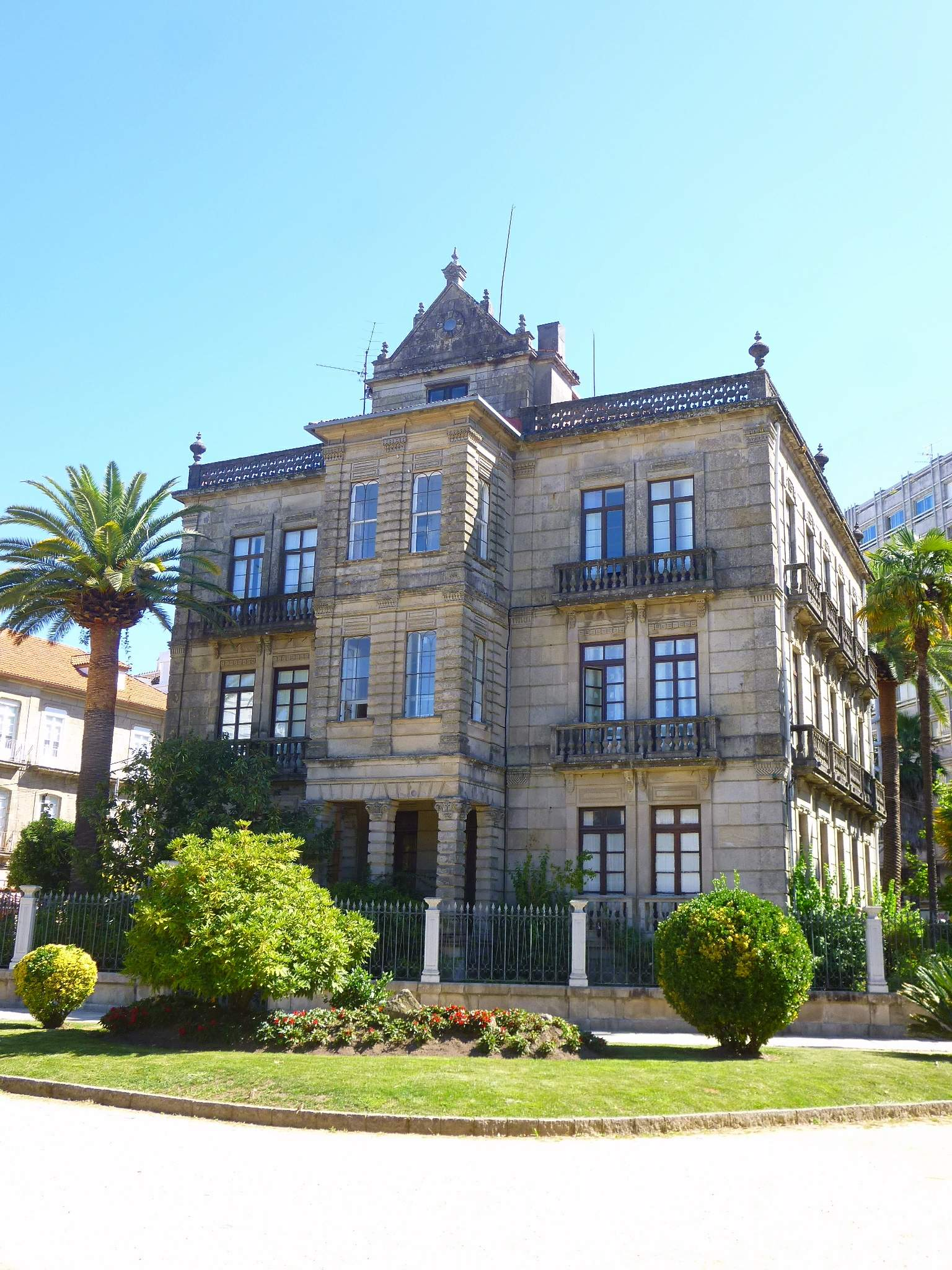
Façade arrière
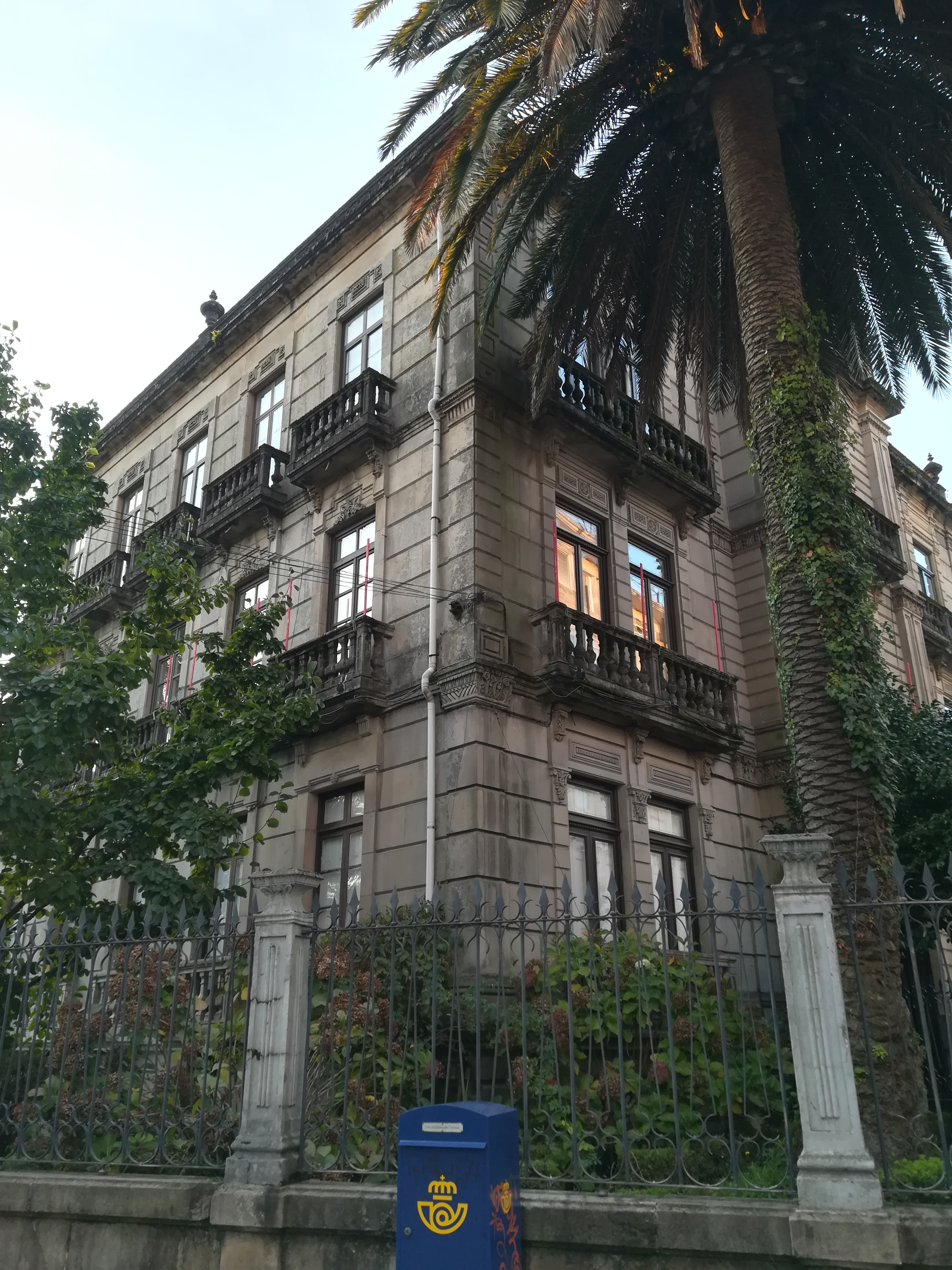
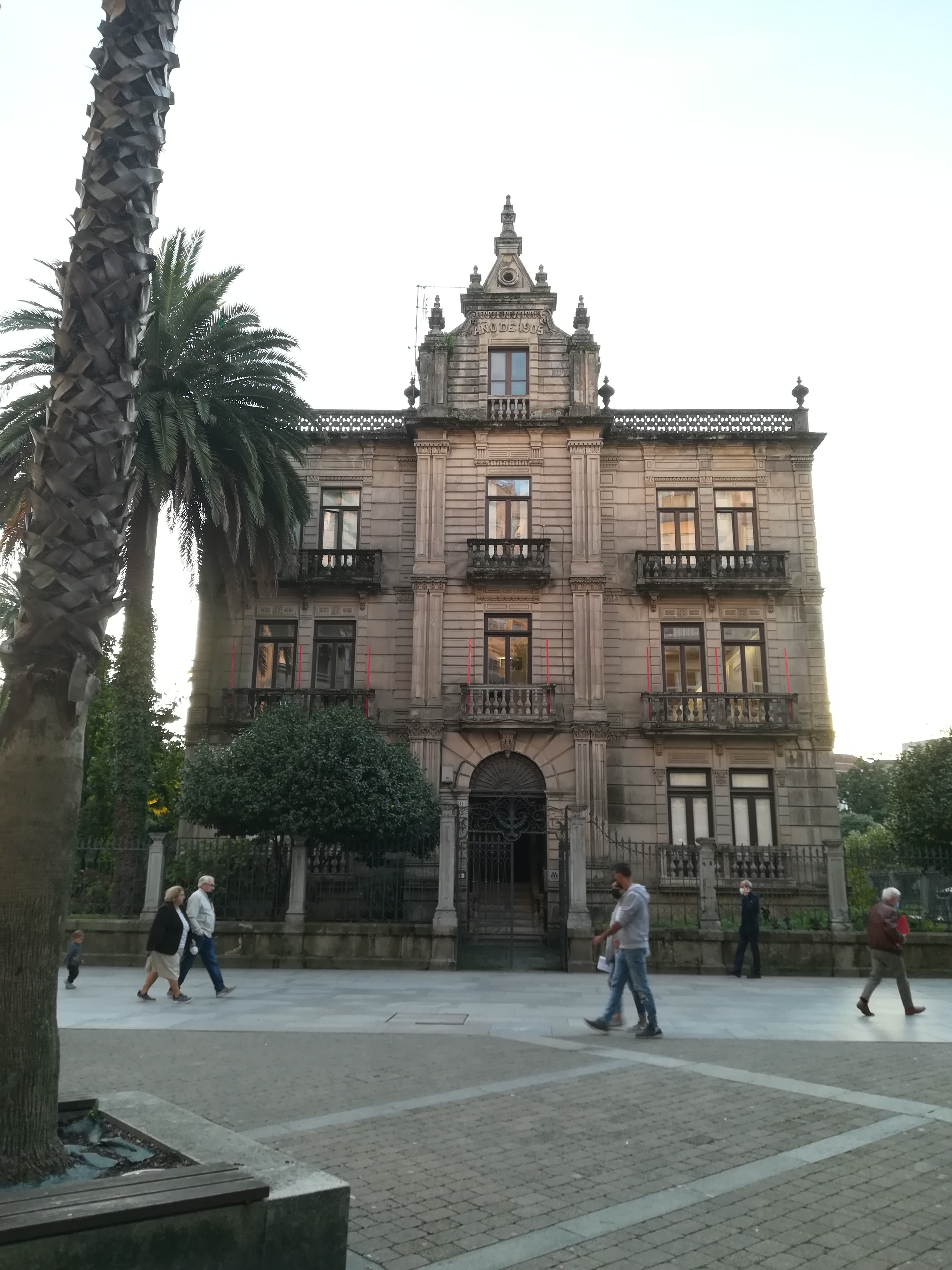

## Voir également

### Autres connexes
- Rue du Marquis de Riestra
- Café Moderno (Pontevedra)
- Poste centrale de Pontevedra